# Herndon Davis
Herndon Davis   (1901 - 7 de novembre de 1962) va ser un artista, periodista, il·lustrador i pintor nord-americà. Va treballar al National War College de Washington DC, creant mapes de la Xina i el Japó. Davis va ser il·lustrador dels diaris de Nova York, Washington DC i Denver. També va rebre l'encàrrec de fer pintures i murals.
Es va traslladar a Denver el 1936, on les seves pintures van capturar persones notables i punts de referència de Denver i l'oest. "En alguns casos, Davis proporciona l'única imatge existent de determinades persones i llocs. En centenars de pintures i dibuixos de colors afegeix de manera impressionant a la nostra galeria de retrats", segons James X. Kroll, gerent del Departament d'Història i Genealogia de l'Oest de la Biblioteca Pública de Denver, on s'exposen moltes de les obres de Davis.
Els seus temes van des de prostitutes notòries, com Ella "Cattle Kate" Watson, fins al governador Ralph Lawrence Carr. Davis va fer pintures de cases i mansions, com la propietat de William Byers. També va capturar la majestuosa Tabor Grand Opera House i edificis que havien canviat significativament amb el temps. Davis va crear una pintura d'una galeria d'art que abans era un prostíbul i un altre d'un edifici d'apartaments "en mal estat" que ha estat un hotel elegant. Va pintar The Face on the Barroom Floor, representant la seva dona, al pis del bar de Teller House a Central City.

## Biografia
Herndon Davis va néixer el 1901 a Wynnewood, Oklahoma. Els seus pares eren ramaders. La família es traslladava sovint. Davis es va traslladar a Kansas City, Missouri quan tenia catorze anys per rebre lliçons d'art, que va poder pagar fent feina no qualificada. Després es va traslladar a Chicago i va treballar com a aprenent d'un gravador i com a artista comercial.

### Carrera inicial
Es va unir a l'exèrcit i va ser a Denver el 1920 abans de ser traslladat a treballar en mapes de la Xina i el Japó al War College de Washington DC. Davis va estar un temps a Yale. Després es va traslladar a Nova York on va assistir a la National Academy of Design and Art Students League de Nova York. Vivia a Greenwich Village. Va ser empleat del New York Herald Tribune, el Washington Times-Herald i el Washington Daily News.

### Periodista i muralista de Denver

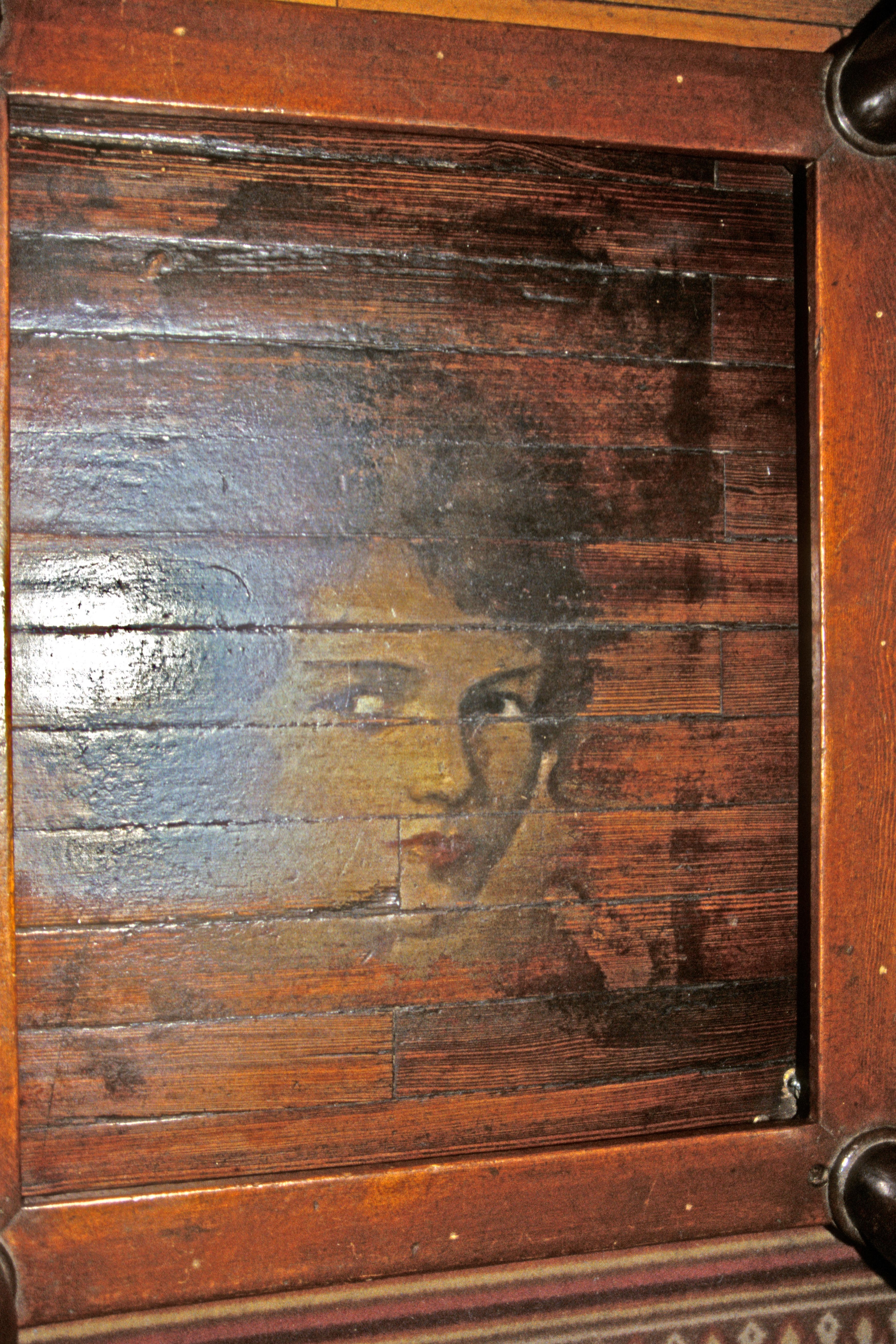
La cara al pis del bar

Davis va treballar per a The Denver Post i el Rocky Mountain News, a partir de 1936. També va rebre l'encàrrec de pintar murals, com una escena del personal del diari de Denver pintada a la sala de cartes del Denver Press Club i un mural a la sala de te de la botiga de productes secs de Denver. Va pintar un mural per a l'hotel La Caverna al comtat d'Eddy, Nou Mèxic.

### La Cara
Davis va rebre l'encàrrec de la Central City Opera Association de pintar una sèrie de pintures per a la Central City Opera House; també se li va demanar que fes alguna feina a la Casa Teller de Central City. Mentre s'allotjava a Teller House, i per caprici, va pintar The Face on the Barroom Floor. El mural pintat al terra del bar de l'hotel, ara anomenat The Face, es va confirmar que era la seva dona després de la seva mort. Es creu que es va inspirar en el poema The Face upon the Barroom Floor d’Hugh Antoine d'Arcy. Aquest episodi va fer que l'artista i periodista fos anomenat "aquell borratxo que pintava la cara al terra del bar", segons els autors Tom Noel i Craig Leavitt.
Algunes de les seves pintures de persones i llocs notables, com la pintura de la granja del Dr. Frederick J. Bancroft feta el 1941, es mostren a la secció d'Història Occidental de la Biblioteca Pública de Denver. El llibre Herndon Davis: Painting Colorado History, 1901–1962 es va publicar conjuntament amb una exposició del seu treball a la Biblioteca Pública de Denver. També hi va haver una exposició, conjuntament amb el llibre, el 2016, al Museu d'Art de Denver. Entre els temes notables dels seus retrats hi havia el governador Ralph Lawrence Carr, l'actriu Katharine Hepburn, Mother Cabrini i Emily Griffith. Davis va pintar un retrat de Josiah Gregg (1806-1850) entre 1950 i 1962, que es troba a la col·lecció del Palau dels Governadors, un Museu d'Història de Nou Mèxic. També va pintar sants.
Davis va crear un dibuix de la famosa Casa de Miralls, que més tard es va convertir en un temple budista. Es va usar com il·lustració en Six Racy Madams of Colorado. La seva il·lustració d'Ella "Cattle Kate" Watson va ser utilitzada per Red Light Women of the Rocky Mountain de Jan MacKell.
Davis va capturar imatges dels punts de referència de Denver, generalment en aquarel·la, algunes de les quals ja no existeixen. Va capturar el que Thomas Noel va dir que molts pensaven que era "el millor edifici maig fet a Denver", la Tabor Grand Opera House, en la seva glòria. També va capturar imatges realistes de llocs de referència a mesura que havien anat canviant al llarg dels anys.Una galeria d'art occidental, l'edifici de Navarra davant del Brown Palace Hotel, havia estat un prostíbul. Una vegada considerat el "Delmonico de l'Oest", l'hotel Charpiot s'havia convertit en un "edifici d'apartaments tronat amb aparadors amb cotxes vells alineats al davant". Va capturar la naturalesa "destrossada" del que abans havia estat l'"elegant" Arcade Saloon, una sala d'apostes situada a Larimer. Altres llocs que Davis va capturar van ser el Palace Variety Theatre i la botiga Grayson's i altres edificis 16 a Eugene Field Alley. The Rocky Mountain News va publicar un article, amb comentaris proporcionats per Joe Emerson Smith, a la dècada de 1940 sobre les seves pintures de llocs de referència. També va capturar cases, com les mansions de William Byers i Ed Chase.

## Vida personal i mort
Davis va conèixer a Edna Juanita (Nita) Cotter el 1928. Cotter, que tenia onze anys més que Davis, es convertiria en la seva esposa.
Herndon va ser encarregat de crear un mural per la Institució Smithsoniana, en el que va començar a treballar, quan va morir d'un atac cardíac el 1962. Està enterrat en el cementiri nacional de Fort Logan.